# Jane Barkman
Jane Barkman (Estados Unidos, 20 de septiembre de 1951) es una nadadora estadounidense retirada especializada en pruebas de estilo libre, donde consiguió ser campeona olímpica en 1968 en los 4 x 100 metros.

## Carrera deportiva
En los Juegos Olímpicos de México 1968 ganó la medalla de oro en los 4 x 100 metros estilo libre y la de bronce en los 100 metros libre, tras sus compatriotas Debbie Meyer y Jan Henne.
Cuatro años después, en las Olimpiadas de Múnich 1972 volvió a ganar el oro en los relevos de 4 x 100 metros estilo libre.